# Горенка (приток Керести)
Горенка — река в России, протекает в Новгородском районе Новгородской области. Устье реки находится в 82 км по левому берегу реки Кересть. Длина реки составляет 16 км.
У истока на берегу реки стоят деревни Село-Гора и Горенка (Тёсово-Нетыльское сельское поселение).

## Данные водного реестра
По данным государственного водного реестра России относится к Балтийскому бассейновому округу, водохозяйственный участок реки — Волхов, речной подбассейн реки — Волхов. Относится к речному бассейну реки Нева (включая бассейны рек Онежского и Ладожского озера).
Код объекта в государственном водном реестре — 01040200612102000018813.